# Витториано
Витториано (итал. Il Vittoriano) — монумент в честь первого короля объединённой Италии Виктора Эммануила II (итал. Il Monumento nazionale a Vittorio Emanuele II). Располагается на Площади Венеции в Риме, на склоне Капитолийского холма.

## История создания
Проект был разработан Джузеппе Саккони в эклектичном стиле неоклассицизма с элементами второго ампира. Именно так понимали в то время возрождение «национального стиля» римской архитектуры. Строительство продолжалось с 1885 по 1935 годы. Частью монумента является двенадцатиметровая бронзовая конная статуя короля. Под ней находится могила Неизвестного солдата, так называемый «Алтарь Отечества» (Altare della Patria). Также в Витториано располагаются два музея: Рисорджименто и знамён военного флота.
После смерти Виктора Эммануила II итальянские власти в 1878 году решили возвести монумент, который восславил бы «Padre della Patria» («Отца отечества») и вместе с ним весь период Рисорджименто (Объединения Италии). В 1880 г. был объявлен первый международный конкурс, на котором победил французский архитектор Анри-Поль Нено, но он был отвергнут как неитальянец. В 1882 году объявили ещё один конкурс, в котором участвовали только итальянцы, с указанием подробного перечня требований: «Комплекс должен быть воздвигнут на северном склоне Капитолия, на оси виа дель Корсо; в него должны входить бронзовая конная статуя короля и сооружение-задник, произвольной формы, но закрывающее расположенные за ним здания и боковой фасад церкви Санта-Мария-ин-Арачели». Конкурсанты получили год на составление проекта. Было представлено 98 проектов, в финал вышло три, и королевская комиссия единогласно отдала предпочтение проекту молодого архитектора Джузеппе Саккони из Марке.
Витториано до настоящего времени рассматривается как важный этап поиска архитектурного стиля, который был призван выразить национальную гордость итальянцев после создания в 1861 году объединённого Королевства Италия. «Это соединение свободы, эклектики и неоклассицизма». Поиски стиля новой архитектуры Италии проходили в русле концепции знаменитого архитектора и теоретика и художественного критика Камилло Бойто, который считал, что национальная классика, в том числе искусство римской античности, итальянского средневековья и современного неоклассицизма, могут послужить эстетической и идейной основой нового единства нации. Дискуссии вызвало и место возведения монумента в самом центре Рима, рядом с Капитолием.
Начальный проект, один из самых масштабных в XIX веке, предусматривал использование римского травертина, но в конечном счете главным материалом для памятника стал боттичинский мрамор из провинции Брешия, лучше поддающийся обработке и происходивший с родины Джузеппе Дзанарделли, видного политика, который и составил королевский указ о строительстве памятника. Саккони при разработке проекта вдохновлялся такими громадными античными ансамблями, как Пергамский алтарь и храм Фортуны в Пренесте. Витториано остается крупнейшим сооружением из боттичинского мрамора.
Чтобы построить что-то новое на склоне Капитолия, прежде всего с 1885 по 1888 год пришлось изъять для общественных нужд и снести множество старых строений по программе, которую утвердил премьер-министр Агостино Депретис. Приступили к сносу обширного средневекового квартала, разрушили Башню Павла III, арку Сан-Марко — путепровод, соединявший дворец Венеции с Капитолием, часть монастыря Арачели и множество более мелких построек; улица Арачели отчасти сохранилась, но больше не пересекала холм. В ходе раскопок обнаружили инсулу Арачели — руины большого древнеримского дома II в. н. э., с тех пор доступные для осмотра, фрагменты Сервиевой стены и кости мастодонта. Остатки инсулы обнаружились под церковью Санта-Рита (построенной в XI в. и ещё раз в XVII в.), которую с 1928 года стали разбирать и к 1940 году восстановили несколько дальше, на углу виа дель Театро Марчелло и виа Монтанара. В 1887 году во время раскопок вместо сплошной скалы из туфа обнаружились пещера, туннели, песок и глина. По легенде, Саккони за три дня сумел составить проект укрепления пещеры; во время Второй мировой войны она даже служила бомбоубежищем. Стоимость строительства с запланированных 9 миллионов лир к концу работ выросла до 27—30 миллионов. В 1889 году скульптору Энрико Кьярадиа было поручено изготовление конной статуи Виктора Эммануила II; после смерти скульптора в 1901 году статую завершил Эмилио Галлори, и в 1910 году её установили на место.
В 1905 году умер главный архитектор Джузеппе Саккони, и работы продолжились под наблюдением архитекторов Гаэтано Коха, Манфредо Манфреди и Пио Пьячентини. Работы были завершены лишь в 1911 году инженером Р. Рафаэлли.
4 июня 1911 года король Виктор Эммануил III торжественно открыл монумент в ходе празднеств, посвящённых пятидесятилетию объединения Италии. Впрочем, комплекс дополнялся и позже: квадриги, символизирующие Единство и Свободу, были поставлены на пропилеи между 1924 и 1927 годами, а последние работы закончились только в 1935 году.
- Витториано ночью
- Вид от Колизея
- Вид от колонны Траяна
- Статуи
- Конная статуя Виктора Эммануила II
- Квадрига, венчающая Витториано
- Могила Неизвестного солдата

### Общественная реакция и оценки
Огромная композиция из белого мрамора с колоннами, квадригами, скульптурами и массой декоративных элементов с самого начала вызывала неоднозначную реакцию. Колоссальный памятник нарушил масштабность территории и «подавил» своими нагромождениями окружающие здания, закрыл площадь Капитолия великого Микеланджело и заслонил памятники Римского форума. Понимание идеи национального триумфа в формах псевдоампирного или псевдобарочного стиля в эпоху историзма и эклектики в архитектуре оказалось двусмысленным и стало причиной многих дискуссий среди архитекторов. Да и сами римляне отнеслись к Витториано весьма критично, шутливо называя его «свадебным тортом», «вставной челюстью» или «пишущей машинкой». Особенное беспокойство вызывали квадриги, «готовые» зрительно «соскользнуть и упасть» с верхних площадок здания.

## План Витториано
1. Вход с декоративной решеткой работы М.Манфреди
2. Скульптурная группа «Мысль» (Д.Монтеверди)
3. Скульптурная группа «Действие» (Ф.Джераче)
4. Фонтан «Адриатическое море» (Э.Квадрелли)
5. Скульптурная группа «Сила» (А.Ривальта)
6. Скульптурная группа «Согласие» (Л.Польяги)
7. Фонтан «Тирренское море» (П.Каноника)
8. Скульптурная группа «Жертвенность» (Л.Бистольфи)
9. Скульптурная группа «Право» (Э.Хименес)
10. Крылатые львы (Д.Тоннини)
11. Входная лестница
12. Крылатая Виктория на ростре (Э.Рубино)
13. Крылатая Виктория на ростре (Э.Де Альбертис)
14. Алтарь Отечества, внутри Могила неизвестного солдата
15. Статуя богини Ромы (А.Дзанелли)
16. Статуи четырнадцати благородных городов (на пьедестале статуи Виктора Эммануила)
17. Конная статуя Виктора Эммануила II (Э.Кьярадиа)
18. Крылатая Виктория на триумфальной колонне (Н.Канталамесса Папотти)
19. Крылатая Виктория на триумфальной колонне (А.Аполлони)
20. Пронаос с колоннадой, на нем квадрига «Единство» (К.Фонтана)
21. Крылатая Виктория на триумфальной колонне (М.Рутелли)
22. Крылатая Виктория на триумфальной колонне (Ч.Дзокки)
23. Пронаос с колоннадой, на нем квадрига «Свобода» (П.Бартолини)
24. Портик с колоннадой; на фризе — статуи, символизирующие области Италии; на террасе под стилобатом — алтари с названиями «освобожденных» городов

## Внешний вид

### Портик и пронаосы
Основную часть строения образует монументальный неоклассический портик с колоннами коринфского ордера. По бокам к нему примыкают два пронаоса, тоже коринфского ордена, напоминающие храм Ники Аптерос на афинском Акрополе. Пронаосы увенчаны бронзовыми статуями, изображающими квадригу Виктории, богини победы. Левая символизирует Единство (Unità) и выполнена скульптором Карло Фонтана; на фронтоне под ней сделана надпись PATRIAE UNITATI (единству родины); у Виктории лицо римской модели Розалии Бруни. Правая квадрига — это Свобода (Libertà) работы Паоло Бартолини, надпись под ней гласит: CIVIUM LIBERTATI (свободе граждан), а Виктория, по легенде, имеет лицо Виттории Колонны, герцогини Сермонета.
- Квадриги
- Квадрига «Единство»
- Квадрига «Свобода»

### Фонтаны
Перед строением устроены два фонтана. Левый (работы Эмилио Квадрелли) символизирует Адриатическое море, расположенное к востоку от Италии, которое олицетворяет венецианский лев святого Марка. Правый фонтан (работы Пьетро Каноника) посвящён Тирренскому морю, омывающему полуостров с запада, и его символы — волчица, эмблема Рима, и сирена Парфенопа, символ Неаполя.

### Алтарь отечества
Выступающая передняя часть, к которой ведет лестница и наверху которой стоит памятник Виктору Эммануилу II, — Алтарь отечества (Altare della Patria); иногда так называют и весь монумент. Его создал скульптор Анджело Дзанелли, выигравший конкурс в 1906 г. В середине выступа стоит статуя богини Ромы на золотом фоне. Сюжеты барельефов по сторонам от неё навеяны «Буколиками» и «Георгиками» Вергилия. Левый барельеф олицетворяет Труд; справа налево размещены аллегорические изображения Земледелия, Скотоводства, Жатвы, Сбора винограда и Орошения, потом крылатый гений Труда восходит на большой триумфальный плуг, а за ним следует Промышленность. Правый барельеф символизирует Любовь к отечеству; на нём слева направо изображены три женщины, несущие почётные венки Рима, за ними несут лабарумы (штандарты легионов), далее следует триумфальная колесница Любви к отечеству и Героя и, наконец, появляется священный огонь Отечества.

#### Могила неизвестного солдата
Внутри Алтаря отечества находится Могила неизвестного солдата, погибшего на Первой мировой войне. Прах выбрала из одиннадцати гробов Мария Бергамас, мать Антонио Бергамаса, дезертировавшего из австрийской армии, чтобы присоединиться к итальянской, и погибшего в бою. Захоронение было произведено 4 ноября 1921 г. Перед могилой постоянно стоит почётный караул.

### Конная статуя Виктора Эммануила II
На террасе выше и позади Алтаря отечества возвышается конный памятник королю Виктору Эммануилу II — композиционный центр всего ансамбля и единственная его статуя, не имеющая аллегорического характера. Статуя была отлита из бронзовых пушек Королевской армии. На право ее создать был также объявлен конкурс, в котором в 1889 г. победил скульптор Энрико Кьярадиа. Он начал работу над ней, но в 1901 г. умер, и статую закончил Эмилио Галлори. В брюхе бронзового коня есть полость, где вмещается до двадцати человек и где до установки статуи на постамент (1910 г.) строители и гости официально устроили пирушку. Высота статуи — 12 м (с пьедесталом — 24,8 м), длина — 10 м, вес 50 т.

#### Рельефы «Благородные города Италии»
Мраморный пьедестал этого памятника украшают статуи работы Эудженио Макканьяни — аллегории четырнадцати «благородных городов Италии» (città italiane nobili), то есть по преимуществу столиц итальянских государств, существовавших до объединения Италии. Их изображают женские фигуры в старинных одеждах, с гербовыми щитами городов.
- Турин. Женская фигура в латах, со щитом спереди, где изображен геральдический бык. Занимает положение спереди в центре как столица Сардинского королевства, вокруг которого и объединилась Италия.
- Венеция. Фигура в короне и облачении дожа. В правой руке держит щит со львом святого Марка в позе in molèca, то есть краба.
- Палермо. Правую руку этой статуи обвивает змея, один из древних символов города; той же рукой она опирается на щит, где изображен другой его символ — орел.
- Мантуя. Женская фигура в герцогской короне; правой рукой она держит перед собой щит с гербом города — прямым крестом и портретом Вергилия, левой поднимает дубовый венок над щитком с надписью «Vittorio Emanuele II Padre della Patria» [Виктор Эммануил II, Отец Отечества].
- Урбино. Женская фигура в герцогской короне. Одета в платье эпохи Возрождения в память о золотом веке этого города — родины Рафаэля Санти и Браманте. Правой рукой держит лавровую ветвь над тем же щитком, левой опирается на щит с гербом города.
- Неаполь. Женская фигура в королевском облачении и с цепью королей на шее — в память о значении, какое веками имело Неаполитанское королевство.
- Генуя. Женская фигура с кадуцеем Меркурия в правой руке как символом торговли. На ней облачение генуэзских дожей.
- Милан. На щите, который держит эта фигура, — бисцион, герб Висконти, и крест миланской коммуны, какой возили на повозке-карроччо.
- Болонья. Фигура в докторском венке и с кодексом законом в левой руке, напоминающим о Болонском университете как старейшем университете Запада.
- Равенна. Женская фигура в византийских одеждах в память о Равеннском экзархате. В правой руке держит сосновую ветку, напоминающую о сосновом бору Классе.
- Пиза. Женская фигура во фригийском колпаке, держащая в левой руке лавровую ветвь над щитком «Per legge del 16 maggio 1878» [по закону от 16 мая 1878 г.; имеется в виду указ о строительстве Витториано].
- Амальфи. Женская фигура, держащая в правой руке пальмовую ветвь над тем же щитком. На щите изображен компас, на изобретение которого претендовали мореходы Амальфи.
- Феррара. Лира в руке этой фигуры, атрибут Аполлона, символизирует просвещенный двор герцогов Эсте, давший пристанище Торквато Тассо и Лудовико Ариосто.
- Флоренция. Фигура в лавровом венке, ассоциирующемся с Данте Алигьери; на ее щите изображена флорентийская лилия.

- «Благородные города Италии»
- Турин
- Венеция
- Палермо
- Мантуя
- Урбино
- Неаполь
- Генуя
- Милан
- Болонья
- Равенна
- Пиза
- Амальфи
- Феррара
- Флоренция

### Скульптурные группы «Ценности итальянцев»
Вокруг памятника стоят шесть статуй высотой по 6 м, олицетворяющих «Ценности итальянцев» (I Valori degli italiani). Перед памятником — две отдельных бронзовых: слева — Мысль (Il Pensiero) работы Джулио Монтеверде, справа — Действие (L’Azione) работы Франческо Джераче. Остальные четыре статуи — из боттичинского мрамора: слева ближе к центру — Согласие (La Concordia) работы Лудовико Польяги, дальше от центра — Сила (La Forza) работы Аугусто Ривальта; симметрично им справа расположены Жертвенность (Il Sacrificio) работы Леонардо Бистольфи (ближе к центру) и Право (Il Diritto) работы Этторе Хименеса (дальше от центра).
- «Ценности итальянцев»
- Мысль
- Действие
- Согласие
- Сила
- Жертвенность
- Право

### Колонны со статуями Викторий
На втором ярусе, непосредственно перед пронаосами, в 1911 г. установили четыре триумфальных колонны с бронзовыми статуями Викторий, стоящих на шаре; первоначально эти статуи были позолоченными, высота каждой вместе с шаром составляет 3,7 м. Слева направо, если смотреть на фасад памятника, расположены Виктории работы Н. Канталамесса Папотти (с пальмовой ветвью и змеей), А. Аполлони (с мечом), М. Рутелли и Ч. Дзокки — обе держат лавровые венки.

### Статуи на фризе: «Области Италии»
Статуи на фризе над колоннами символизируют шестнадцать итальянских областей того времени. Создание каждой статуи, как правило, поручалось скульптору — уроженцу соответствующей области. Слева направо:
- Пьемонт, в состав которого входила и Валле д’Аоста. Статуя с мечом и в шлеме, увенчанном орлом, символизирующая участие области в войнах за независимость и в Рисорджименто. Скульптор — Пьер Энрико Асторри.
- Ломбардия. Фигура в железной короне лангобардских королей, извлекающая из ножен меч в знак того, что Милан был как одним из центров Западной Римской империи, так и столицей Миланского герцогства. Скульптор — Эмилио Бизи.
- Венето. Соответствовала трем современным областям: Венеция, Трентино — Альто-Адидже и Фриули-Венеция-Джулия. Во время строительства памятника Трентино, Альто-Адидже и Венеция-Джулия входили в состав Австро-Венгрии, а Фриули была разделена между Австро-Венгрией и Италией. Статуя изображает дожа и держит щит со львом святого Марка и скипетр Светлейшей республики. Символизирует морское могущество Венеции и заслуги всей Северо-Восточной Италии в борьбе за независимость. Скульптор — Паоло Бартолини.
- Лигурия. Фигура в герцогской короне, рядом с ней — нос корабля, символизирующий морское могущество Генуи, предприимчивость и авантюризм генуэзцев. Скульптор — Антонио Орацио Квинцио.
- Эмилия, соответствующая современному региону Эмилия-Романья. Фигура во фригийском колпаке как символе свободы, на её щите сделана надпись «Libertas»; держит книги законов и фасции, напоминающие о старейшем Болонском университете. Фасции не имеют отношения к фашизму, ещё не возникшему в период возведения этих статуй. Скульптор — Мауро Бенини.
- Тоскана. Фигура в лавровом венке, ассоциирующаяся с флорентинцем Данте Алигьери. Факел в её руке символизирует тосканскую культуру, которая с XV в. несла свет всей Европе. На щите — флорентинский лев «мардзокко». Скульптор — Итало Гризелли.
- Марке. В левой руке фигура держит лиру, напоминающую о многочисленных деятелях искусства — выходцах из этой местности (в том числе Рафаэль, Джоакино Россини, Джованни Баттиста Перголези, Джакомо Леопарди), а правой опирается на корабельный руль в честь мореходов Анконы. Скульптор — Джузеппе Тоннини.
- Умбрия. Статуя в покрывале на голове и с патерой в руке, которой производит возлияние; напоминает о великих святых из этой области — Франциске Ассизском, святой Кларе и святом Бенедикте. Скульптор — Эльмо Палацци.
- Лацио. Фигурка Виктории в руке этой фигуры символизирует ответственность этой области, где находится Рим, за сохранение и защиту единства Италии, завоеванного в ходе Рисорджименто. Скульптор — Адольфо Пантарези.
- Абруцци-э-Молизе. Эта область ныне разделена на два региона — Абруцци и Молизе. Фигура в львиной шкуре, прикрывающей и голову, с дубовой ветвью в левой руке и дорожным посохом в правой, символизирующая суровость гор, сильный и благородный характер их жителей и древние обычаи отгонного скотоводства. Скульптор — Сильвио Сбриколи.
- Кампания. Фигура с рогом изобилия, полным фруктов, который символизирует плодородие почвы этой провинции и её мягкий климат, напоминая о её древнем названии «Счастливая Кампания». Скульптор — Гаэтано Кьяромонте.
- Апулия. Фигура в похожем одеянии, с распущенными волосами, с гроздью винограда в одной руке и опирающаяся другою на плуг, символизирующий плодородие Апулийской низменности. Скульптор — Франческо Пифферетти.
- Лукания, ныне называется Базиликата. Фигура в тоге, с мечтом и посохом, символизирующая древнюю культуру этой земли, сильный и закаленный характер луканцев. Скульптор — Луиджи Казадио.
- Калабрия. Фигура, облаченная в шкуру дикого животного, с мечом и щитом богини Афины, что символизирует как древнюю культуру этих мест, обжитых греками, так и суровый характер гор и лесов. Скульптор — Джузеппе Николини.
- Сицилия. Фигура с хлебным снопом и со щитом, на котором изображен древний символ острова — Тринакрия. Скульптор — Микеле Трипишано.
- Сардиния. Статуя со скипетром и короной, напоминающими, что объединение Италии начало Сардинское королевство; корону она держит в руке, так как из Сардинского королевства родилось Итальянское. Скульптор — Луиджи Белли.

- «Области Италии»
- Пьемонт
- Ломбардия
- Венето
- Лигурия
- Эмилия
- Тоскана
- Марке
- Умбрия
- Лацио
- Абруцци-э-Молизе
- Кампания
- Апулия
- Лукания
- Калабрия
- Сицилия
- Сардиния

## В массовой культуре
- Витториано был уничтожен молниями в фильме «Земное ядро: Бросок в преисподнюю».
- В этом здании происходила значительная часть событий фильма Питера Гринуэя «Живот архитектора», 1987 г.
- Боковой фасад Дворца земледельцев в Казани выполнен в формах портика Витториано.